# Yüksekoluk, Toroslar
Yüksekoluk là một xã thuộc huyện Toroslar, tỉnh Mersin, Thổ Nhĩ Kỳ. Dân số thời điểm năm 2011 là 294 người.